# 遊馬町
遊馬町（あすまちょう）は、埼玉県草加市の町名。現行行政地名は遊馬町のみ。丁番を持たない単独町名である。住居表示未実施地区。郵便番号は340-0032。

## 地理
草加市の南西部に位置する。東京都足立区と接する。主に住宅地となっている。足立区との境界付近を毛長川が流れる。

## 沿革
もとは江戸期より存在した武蔵国足立郡舎人領に属する遊馬村であった。
- はじめは幕府領、1714年（正徳4年）より一部が唯念寺領となる[4]。
- 幕末の時点では足立郡に属し、明治初年の『旧高旧領取調帳』の記載によると、幕府領（代官・佐々井半十郎支配所）および唯念寺領[5]。
- 1868年（慶応4年）6月19日 - 幕府領が武蔵知県事・山田政則（忍藩士）の管轄となる。
- 1869年（明治2年）1月13日 - 武蔵知県事・河瀬秀治の管轄区域に小菅県[5]を設置、小菅県の管轄となる。県庁は葛飾郡小菅村に置かれる。
- 1871年（明治4年）
  - 月日不明 - 寺領が上知され、小菅県[5]の管轄となる。
  - 11月13日 - 第1次府県統合により埼玉県の管轄となる。
- 1879年（明治12年）3月17日 - 郡区町村編制法により成立した北足立郡に属す（郡役所は浦和宿に設置）。郡内に同名の村が所在（西遊馬村、現さいたま市西区西遊馬）するため、東を冠し東遊馬村と改称された。
- 1889年（明治22年）4月1日 - 町村制施行に伴い、下谷塚村、中谷塚村、上谷塚村、東遊馬村、瀬崎村、柳島村、新里村、市右衛門新田、彦右衛門新田が合併して谷塚村が成立。東遊馬村は谷塚村大字東遊馬となる。
- 1940年（昭和15年）11月23日 - 谷塚村が町制施行され、谷塚町の大字となる。
- 1955年（昭和30年）1月1日 - 谷塚町が草加町、新田村と合併して新たな草加町となり、草加町の大字となる。
- 1958年（昭和33年）11月1日 -  市制が施行され、同時に草加町大字東遊馬から遊馬町に町名変更[6]。

## 世帯数と人口
2017年（平成29年）10月1日現在の世帯数と人口は以下の通りである。
| 町丁   | 世帯数    | 人口    |
| ------ | --------- | ------- |
| 遊馬町 | 1,969世帯 | 4,565人 |

## 小・中学校の学区
市立小・中学校に通う場合、学区は以下の通りとなる。
| 番地 | 小学校             | 中学校               |
| ---- | ------------------ | -------------------- |
| 全域 | 草加市立新里小学校 | 草加市立両新田中学校 |

## 交通

### 鉄道
地内に鉄道は敷設されていない。日暮里・舎人ライナー見沼代親水公園駅からほど近い。

### 道路
- 東京都道・埼玉県道58号台東川口線（第二産業道路）
- 埼玉県道・東京都道104号川口草加線
- 遊馬通り

## 公園・緑地
- 遊馬第1公園
- 遊馬第2公園
- 遊馬第3公園
- 遊馬第4公園
- 遊馬第5公園
- 遊馬第6公園
- 遊馬未採納公園
- 遊馬本田北公園

## 施設
- あずま保育園
- 遊馬団地
- 浄土宗西願寺
- 天王社
- 遊馬町会館
- 草加キングス・ガーデン（特別養護老人ホーム）
- 流通サービス本社